# Бжезьно-Мазурське
Бжезьно-Мазурське (пол. Brzeźno Mazurskie) — село в Польщі, у гміні Домбрувно Острудського повіту Вармінсько-Мазурського воєводства.
Населення — 103 особи (2011).
У 1975-1998 роках село належало до Ольштинського воєводства.

## Демографія
Демографічна структура станом на 31 березня 2011 року:
|          | Загалом | Допрацездатний вік | Працездатний вік | Постпрацездатний вік |
| -------- | ------- | ------------------ | ---------------- | -------------------- |
| Чоловіки | 55      | 12                 | 40               | 3                    |
| Жінки    | 48      | 11                 | 28               | 9                    |
| Разом    | 103     | 23                 | 68               | 12                   |